# Стрельба в Воскресенском соборе Южно-Сахалинска
Стрельба в Воскресенском соборе города Южно-Сахалинска — событие, произошедшее 9 февраля 2014 года. Вооружённый сотрудник ЧОП «Центурион» (по другим данным — охранник банка ЗАО "Коммерческий «Банк Долинск») Степан Комаров ворвался в Воскресенский собор на пересечении улицы Комсомольской и Коммунистического проспекта и расстрелял в нём людей, находившихся в храме. Было убито два человека — монахиня и прихожанин, 6 человек получили ранения.

## Ход событий
9 февраля 2014 года в 14:00 по местному времени (в 7:00 по московскому) сотрудник охраны инкассаторской службы Степан Комаров, получив служебное оружие, ворвался в храм, в котором незадолго до того закончилась литургия в честь Новомучеников, погибших за веру. В храме в тот момент были люди, но основная часть прихожан успела разойтись. По словам очевидцев, Комаров подошёл к алтарю и закричал: «Убирайтесь все отсюда!» После того, как прихожане побежали к выходу, он начал стрелять им в спины. Сотрудница храма монахиня Людмила (Пряшникова), мать священника (родилась в деревне Заборка Викуловского района Тюменской области), первой сообщила о стрельбе в храме, позвонив дежурному Духовно-просветительского центра, который находится на территории собора.
Один из прихожан храма, Владимир Викторович Запорожец, просивший милостыню на паперти, вошёл в храм и пытался остановить преступника и помешать ему стрелять в людей.
Степан Комаров выстрелил в него четыре раза (в голову, грудь и ноги), в результате чего Запорожец скончался на месте. Монахиня Людмила не оказывавшая сопротивления, была расстреляна в упор, и также скончалась на месте. Затем преступник начал стрелять по иконам — Воскресения Христова, Божьей Матери «Всецарица», Владимирской Божьей Матери, Пресвятой Троицы. Кроме того Комаров сломал крест на входе в царские врата.
Одна из пострадавших так описала этот случай:

Услышала, что мужчина кричит: «Выходите!» Буквально за секунду все это произошло. Рядом сидела девушка, она крикнула: «Бежим!» И я побежала. Уже в дверях церкви прозвучал выстрел, в меня попали, и я упала. Он был в форме охранника, в чёрной, а кто это, мы сами не знаем— репортаж телеканал НТВ.
Комаров вскоре был задержан сотрудниками патрульно-постовой службы, раненые госпитализированы в больницу имени Анкудинова. При задержании Комаров не оказывал сопротивления. Он сидел на полу в храме, склонив голову.

## Преступник
Преступником оказался житель Южно-Сахалинска, бывший морской пехотинец Степан Александрович Комаров, родившийся 1 декабря 1989. Он обслуживал одно из отделений сахалинского банка, сопровождал инкассацию, имел лицензию на оружие. На своей странице «В Контакте» Комаров писал: «промывание мозгов ещё никто не отменял». Последняя запись датируется 22 декабря 2013 года и представляет собой манифест : «Я, ты не перестаешь быть РАБОМ…Я РАБ…да…РАБ своих потребностей…но не РАБ мыслей, слова, навязанных стереотипов, лживой ИЗ ТОРии, придуманных праздников и тд.вы боитесь осуждения других…вам СТРАШНО». На его странице было много фотографий с собаками, много армейских снимков. В одном из статусов Комаров возмущался убийствами собак в Набережных Челнах. Получив оружие, Комаров направился в храм. По данным следствия он был пьян. При приёме на работу психических отклонений не было обнаружено. Также на теле Комарова имелись татуировки. На левом предплечье «девятиконечная звезда Рассении». На левой груди солярный знак (свастика) с надписью «Русь», а также на спине эмблема Национал-социалистической немецкой рабочей партии (1920—1945) Также согласно показаниям родителей Комарова он ещё в родильном доме получил травму головы и с детства имел проблемы с психикой и самоконтролем.
Увлекался неоязычеством и находился под влиянием идей оккультного учения неоязычника Н. В. Левашова, чьи публикации ранее были признаны экстремистскими.
Руководитель судебно-психологической лаборатории Московского областного Центра социальной и судебной психиатрии, доктор медицинских наук, профессор Виктор Гульдан отмечал, что:
В армии всё организовано просто и понятно. В реальной жизни всё по-другому. Вот и Степан Комаров, оказавшись на «гражданке», якобы поддался учению неоязычника-родновера, став убеждённым последователем известного оккультиста, основателя движения «Возрождение. Золотой век» Николая Левашова. Последний пост убийцы от 22 декабря 2013 года написан под явным воздействием книг и публикаций этого самого Левашова: "Я СЧИТАЮ (хоть это и мало кого интересует), что мы все РАБЫ… только кто-то богаче, кто-то бедней… вопрос тут лишь в том, у кого больше мозгов и кто быстрее выкупит свою свободу.
По мнению руководителя миссионерского отдела Южно-Сахалинской епархии протоиерея Виктора Горбача «Этот человек не состоялся в жизни, запутался и не нашел ничего лучшего, как самоутвердиться за счет убийства. Но подтолкнула его к этому именно идеология неоязычества, которая находит отклик у людей невежественных и слабых духом, ищущих, чем питать свое уязвленное тщеславие».

## Расследование и суд
Преступнику грозил пожизненный срок по части 2 статьи 105 Уголовного кодекса РФ «Убийство двух и более лиц». Комаров хотя и дал показания, вины своей не признал. По словам Комарова мотивом его противозаконного поступка «стали личные и твёрдые убеждения». Однако впоследствии в ходе судебных заседаний, Комаров не подтвердил, но и не опровергнул мотивов преступления. 31 марта 2015 года Сахалинский областной суд признал Комарова виновным в совершении преступлений, предусмотренных пунктами «а, б, е, л» части 2 статьи 105 (убийство двух и более лиц), пунктами «в, е» ч. 2 статьи 111 (умышленное причинение тяжкого вреда здоровью), пунктами «а, е» части 2 статьи 112 (умышленное причинение средней тяжести вреда здоровью), частью 2 статьи 213 (хулиганство), частью 2 статьи 214 (вандализм), частью 1 статьи 243 (уничтожение или повреждение объектов культурного наследия), пунктом «а» части 2 статьи 282 Уголовного кодекса РФ (возбуждение ненависти либо вражды, а равно унижение человеческого достоинства) приговорив его к 24 годам колонии строгого режима и выплате компенсации погибшим и пострадавшим в общей сумме 7 500 500 рублей. 12 апреля 2015 года стало известно что прокуратура, обжаловала приговор. 18 июня 2015 года Верховный Суд РФ, согласился с доводами государственного обвинения и назначил Комарову пожизненное лишение свободы. Приговор вступил в законную силу.
В настоящий момент отбывает наказание в новой колонии для пожизненно осужденных «Снежинка» (посёлок Эльбан, Хабаровский край). По словам сотрудника колонии, «ни с кем не хочет общаться, от родителей отказался».

## Реакция общественности
- Архиепископ Южно-Сахалинской и Курильской епархии Тихон сказал, что это был показательный расстрел верующих в храме. По его словам, храм будет освящён заново, так как в нём пролилась кровь[44].
- Патриарх Московский и всея Руси Кирилл выразил свои соболезнования и призвал молиться об упокоении погибших[45].
- По словам председателя миссионерского отдела епархии протоиерея Виктора Горбача, монахиня Людмила приняла мученическую смерть[46].
- В 17:00 в нижнем храме Воскресенского собора началась служба, в которой молились за упокоение убиенных и выздоровление раненых[47].
- В олимпийской деревне в Сочи вознесли молитвы о погибших в Южно-Сахалинске.[48].
- Жители и гости Южно-Сахалинска несли цветы к зданию Воскресенского кафедрального собора[49].
- Депутат Государственной Думы и бывший директор ФСБ России Н. Д. Ковалёв высказался в пользу усиления государственного регулирования деятельности частных охранных предприятий[50].
- 8 февраля 2016 года состоялась презентация книги «Капельки любви», в которой были собраны  жизнеописания монахини Людмилы (Пряшниковой) и Владимира Запорожца, а также фотографии[51].